# Nikola Zdráhalová
Nikola Zdráhalová (* 1. dubna 1996 Dvůr Králové nad Labem) je česká rychlobruslařka.

## Sportovní kariéra
Původně se věnovala lednímu hokeji, hrála za Dvůr Králové nad Labem a pražskou Slavii. Její otec je také hokejovým trenérem. K rychlobruslení přestoupila v roce 2011. Již na podzim toho roku absolvovala jeden závod Světového poháru juniorů a podařilo se jí kvalifikovat na Zimní olympijské hry mládeže 2012, na kterých se v závodě na 500 m umístila na osmé příčce. V juniorském Světovém poháru pravidelně startovala v sezóně 2012/2013, ročník završila první účastí na Mistrovství světa juniorů. Díky překonaným limitům debutovala na podzim 2013 v seniorském Světovém poháru, zároveň nadále závodila i v tom juniorském. Na premiérovém startu na Mistrovství Evropy 2014 skončila na 25. místě. Kvalifikovala se do závodu s hromadným startem na Mistrovství světa na jednotlivých tratích 2015, kde se díky zisku jednoho spurterského bodu umístila na 11. příčce.
Na světovém šampionátu 2016 startovala na distanci 1000 m (23. místo), v závodě s hromadným startem (18. místo) a s českým týmem ve stíhacím závodě družstev (7. místo). Při své čtvrté účasti na kontinentální šampionátu se na ME 2017 poprvé dostala do nejlepší desítky a obsadila devátou příčku. Téhož roku startovala také na Mistrovství světa na jednotlivých tratích. V tamním závodě na 3 km byla osmnáctá, na kilometrové distanci skončila na poslední 24. příčce a trať 1500 m i závěrečný závod s hromadným startem dokončila shodně na 15. příčce. V roce 2017 se poprvé zúčastnila Mistrovství světa ve víceboji, kde se umístila na 17. příčce.

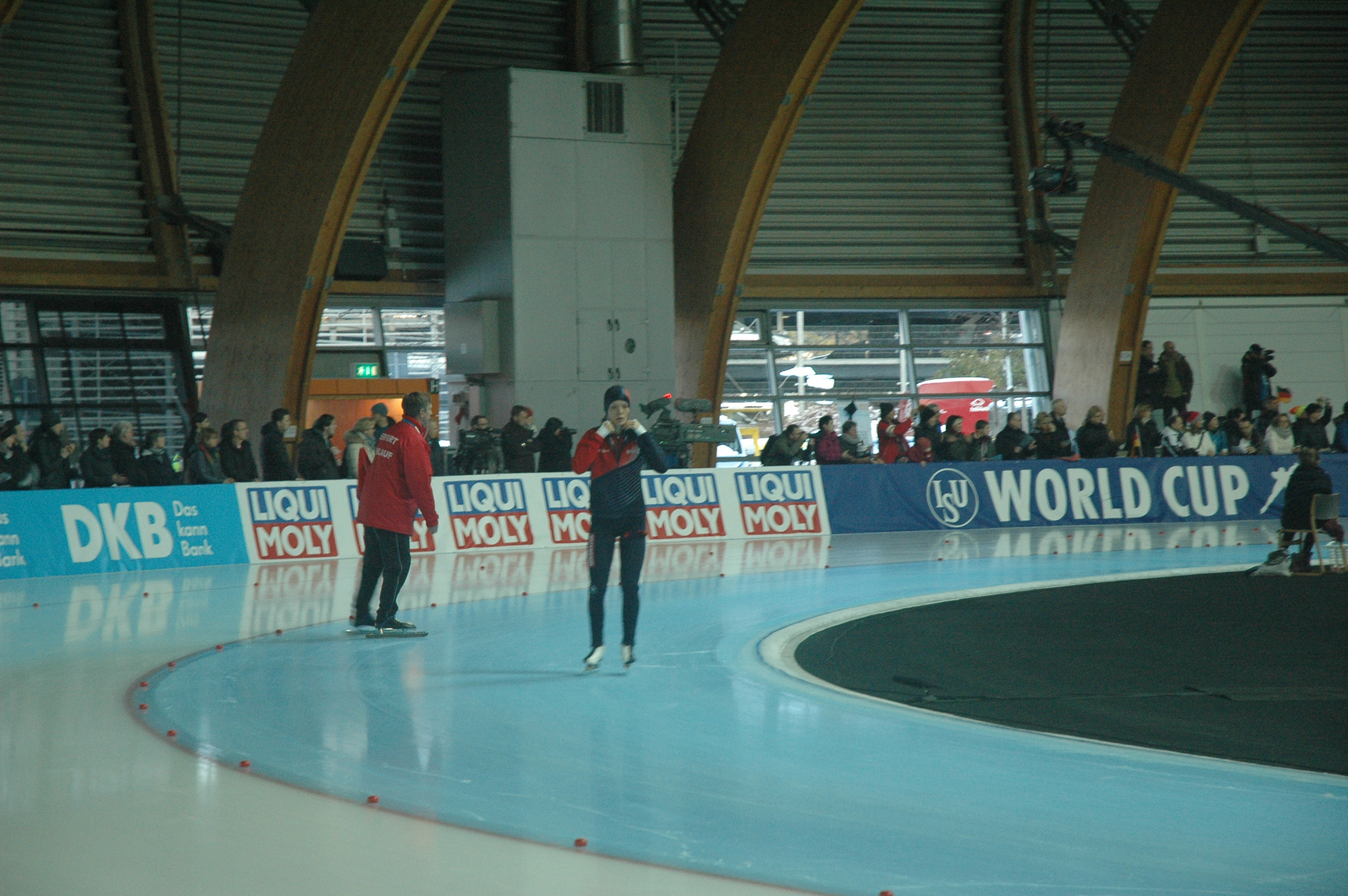
Nikola Zdráhalová na mítinku Světového poháru v Erfurtu v roce 2018

Na Mistrovství Evropy 2018 bylo jejím nejlepším individuálním umístěním sedmá příčka na trati 1500 m. O několik týdnů později se premiérově představila v olympijských závodech. Na Zimních olympijských hrách 2018 se závodě na 3000 m umístila na 15. místě, na poloviční trati byla jedenáctá, na kilometrové distanci devatenáctá a v závodě s hromadným startem osmá. Na následném vícebojařském světovém šampionátu skončila na osmé příčce. Startovala také na Mistrovství Evropy 2019, kde byla dvanáctá, na Mistrovství světa na jednotlivých tratích 2019 (1500 m – 17. místo, závod s hromadným startem – 16. místo) a na Mistrovství světa ve víceboji 2019 (15. místo). Zúčastnila se také ME 2020, kde ve čtyřech závodech na jednotlivých tratích obsadila 8. (1500 m), 9. (1000 m), 10. (3000 m) a 11. místo (500 m). Na Mistrovství světa na jednotlivých tratích 2020 byla nejlépe čtrnáctá (3000 m) a patnáctá (1500 m), na vícebojařském MS 2020 obsadila 11. příčku. V roce 2021 vyrovnala na evropském šampionátu své nejlepší umístění ve víceboji, 9. příčku, a na Mistrovství světa skončila ve třech závodech dvakrát na čtrnáctém a jednou na šestnáctém místě. Během závodů Světového poháru v prosinci 2021 překonala několik svých osobních rekordů, na Zimních olympijských hrách v Pekingu v únoru 2022 však bojovala s poklesem formy a vlastní psychikou, jejím nejlepším olympijským výsledkem byla 18. příčka na trati 3000 m. Po ZOH se rozhodla, i kvůli zranění, předčasně ukončit sezónu. Následně oznámila, že přerušuje sportovní kariéru.
Sezóny 2022/2023 a 2023/2024 zcela vynechala a k rychlobruslení se po zdravotní pauze vrátila až po dvou a půl letech na podzim 2024. Na mezinárodní scéně se znovu objevila v závodech Světového poháru v Calgary v lednu 2025, kde si vylepšila osobní maximum na trati 5000 m. V březnu 2025 dosáhla v Hamaru na světovém šampionátu pátého místa na trati 1500 m (její nejlepší umístění na vrcholných akcích), deváté příčky na kilometru a desáté v závodě na 3000 m.

## Osobní život
V roce 2014 se rozhodla změnit střední školu, aby se mohla díky individuálnímu studijnímu plánu plně věnovat sportu. Začala studovat Střední školu gastronomickou ve Žďáru nad Sázavou, kterou v roce 2018 dokončovala.
Dne 27. dubna 2025 její rychlobruslařská kolegyně z týmu trenéra Petra Nováka Martina Sáblíková na Instagramu oznámila, že již více než 12 let spolu tvoří pár. Podle vlastních slov tak chtěla předejít nechtěnému outingu.

## Osobní rekordy
| Závod               | Čas (body) | Datum                  | Místo               | Zdroj  |
| ------------------- | ---------- | ---------------------- | ------------------- | ------ |
| 500 m               | 38,10      | 11. prosince 2021      | Calgary             | [ 39 ] |
| 1000 m              | 1:13,83    | 11. prosince 2021      | Calgary             | [ 39 ] |
| 1500 m              | 1:53,47    | 5. prosince 2021       | Salt Lake City      | [ 39 ] |
| 3000 m              | 3:59,66    | 10. prosince 2021      | Calgary             | [ 39 ] |
| 5000 m              | 7:05,59    | 24. ledna 2025         | Calgary             | [ 39 ] |
| týmový sprint       | 1:36,84    | 22. února 2015         | Varšava             | [ 39 ] |
| stíhací závod       | 3:02,50    | 14. listopadu 2015     | Calgary             | [ 39 ] |
| sprinterský čtyřboj | 182,270    | 19.–20. listopadu 2011 | Klobenstein         | [ 39 ] |
| miničtyřboj         | 167,593    | 28.–29. září 2019      | Tomaszów Mazowiecki | [ 39 ] |
| malý čtyřboj        | 172,051    | 9.–10. března 2018     | Amsterdam           | [ 39 ] |

## Umístění
| Sezóna  | ME                                                            | MS víceboj | MS jednotlivé tratě                              | Světový pohár                                                                    | Olympijské hry                                             | MS juniorů                                                                         |
| ------- | ------------------------------------------------------------- | ---------- | ------------------------------------------------ | -------------------------------------------------------------------------------- | ---------------------------------------------------------- | ---------------------------------------------------------------------------------- |
| 2012/13 | —                                                             | —          | —                                                | —                                                                                |                                                            | 38. 1000 m DSQ 1500 m 27. 3000 m 11. stíh. závod                                   |
| 2013/14 | 25. víceboj                                                   | —          |                                                  | 51. 1500 m 48. 3000/5000 m 12. stíh. závod                                       | —                                                          | 19. 500 m 19. 1000 m 17. 1500 m 20. 3000 m 13. víceboj 8. stíh. závod              |
| 2014/15 | 16. víceboj                                                   | —          | 11. hrom. start                                  | 52. 1500 m 45. 3000/5000 m 13. hrom. start 9. stíh. závod                        |                                                            | 19. 500 m 11. 1000 m 4. 1500 m 6. 3000 m 5. víceboj 18. hrom. start 6. tým. sprint |
| 2015/16 | 13. víceboj                                                   | —          | 23. 1000 m 18. hrom. start 7. stíh. závod        | 66. 1000 m 49. 1500 m 42. 3000/5000 m 22. hrom. start 9. stíh. závod             | —                                                          |                                                                                    |
| 2016/17 | 9. víceboj                                                    | 17.        | 24. 1000 m 15. 1500 m 18. 3000 m 15. hrom. start | 60. 500 m 54. 1000 m 29. 1500 m 27. 3000/5000 m 15. hrom. start 9. stíh. závod   | —                                                          |                                                                                    |
| 2017/18 | 12. 500 m 7. 1500 m 10. 3000 m 10. hrom. start 5. stíh. závod | 8.         |                                                  | 57. 500 m 49. 1000 m 12. 1500 m 29. 3000/5000 m 20. hrom. start 10. stíh. závod  | 19. 1000 m 11. 1500 m 15. 3000 m 8. hrom start             | —                                                                                  |
| 2018/19 | 12. víceboj                                                   | 15.        | 17. 1500 m 16. hrom. start                       | 38. 1000 m 29. 1500 m 16. 3000/5000 m 23. hrom. start                            |                                                            | —                                                                                  |
| 2019/20 | 11. 500 m 9. 1000 m 8. 1500 m 10. 3000 m                      | 11.        | 23. 500 m 20. 1000 m 15. 1500 m 14. 3000 m       | 29. 500 m 27. 1000 m 11. 1500 m 12. 3000/5000 m 33. hrom. start                  | —                                                          |                                                                                    |
| 2020/21 | 9. víceboj                                                    |            | 16. 1000 m 14. 1500 m 14. 3000 m                 | 18. 1500 m 24. 3000 m                                                            | —                                                          |                                                                                    |
| 2021/22 | —                                                             | —          |                                                  | 45. 500 m 21. 1000 m 18. 1500 m 19. 3000/5000 m 22. hrom. start                  | 25. 500 m 27. 1000 m 21. 1500 m 18. 3000 m WDR hrom. start | —                                                                                  |
| 2022/23 | —                                                             |            | —                                                | —                                                                                |                                                            | —                                                                                  |
| 2023/24 | —                                                             | —          | —                                                | —                                                                                | —                                                          |                                                                                    |
| 2024/25 | —                                                             |            | 9. 1000 m 5. 1500 m 10. 3000 m                   | 65. 500 m 23. 1000 m 20. 1500 m 19. 3000/5000 m 12. stíh. závod 8. smíš. štafeta | —                                                          |                                                                                    |